# Miloslav Topinka
Miloslav Topinka (* 4. července 1945 Nový Etynk u Jindřichova Hradce, dnes Nová Včelnice) je český básník a esejista.

## Život
Patří k mladší vlně básníků tvořících od 60. let 20. století. Vystudoval psychologii na Filozofické fakultě Univerzity Karlovy. Roku 1968 se zúčastnil studentské Expedice Lambaréné. Byl redaktorem měsíčníku Sešity (do jeho zastavení). Poté pracoval jako psycholog, úředník či překladatel (v letech 1980–7 pracoval v Casablance). Věnuje se i práci překladatelské a editorské (např. knihy J. Koláře, V.  Linhartové, R. Gilbert-Lecomta ad.). Žije v Praze.

## Dílo
Jeho hlavními tématy jsou – jeho slovy – „trhlina“, a „mlčení“. To jest, jak se z osobního úkrytu prodrat do duchampovské čtvrté dimenze, a jak se otvor do tohoto jiného světa stává místem pro celanovský nátlak světla (a o nebezpečích tam číhajících); dále pak otázka proč etapy odmlčení či zmlknutí patří k psaní (jedno z jeho interview má název „Kdo si něco začal s poesií, musí si položit základní otázku: proč Rimbaud přestal psát?“ (Host, 7/2003), v níž souhlasí s Rimbaudem, že „Hlavním dílem básníka je jeho existence“. Ve své knize Trhlina používá experimentální techniky jako jsou průhledné papíry, otvory ve stránkách a podobně, aby umožnil čtenáři jiný pohled na text. V knize se objevují nejen jeho erbovní autoři jako Gérard de Nerval a Rimbaud, ale i Hermann Buhl, a místa jako Hirošima.

### Básnické sbírky
- Utopír (1969) – název je neologismus symbolizující čtyři živly, vzduch, vodu, oheň a zemi[1]
- Krysí hnízdo (1970, náklad zničen, reedice 1991, polsky 1993) – sbírka charakteristická novotvary
- Trhlina (2002) – Cena Jaroslava Seiferta 2003[2]
- Probouzení (2015)

### Biografie
- Vedle mne jste všichni jenom básníci (1995) – kniha zlomků a skic k A. Rimbaudovi

### Eseje
- Hadí kámen (2008) – eseje a rozhovory – Cena F. X. Šaldy 2008[3]

### Překlad
- Dopisy vidoucího (2000) Jean Arthur Rimbaud (z francouzštiny)

### Editor
- Vysoká hra (1993)

### Pro děti
- Kniha o Zemi (1979)
- Martin a hvězda (1981)
- To neznáte zvířátka (1981)